# Rose Lorraine
Pour les articles homonymes, voir Lorraine (homonymie).
Rose Lorraine (Marcelle Rose Jeanne Tournoux), est une actrice française, née 27 juillet 1909 à Valdoie (Territoire de Belfort) et morte à Beaumont-du-Périgord (Dordogne) le 7 août 2003 (à l'âge de 94 ans).
Elle est active de 1932 à 1944. Elle tourne dans 10 films au total dont 5 avec le réalisateur Karl Anton.

## Filmographie complète
- 1932 : Riri et Nono se débrouillent de Marc Didier - court métrage -
- 1932 : Une petite femme dans le train de Karl Anton
- 1932 : Un chien qui rapporte de Jean Choux
- 1933 : Rien que des mensonges de Karl Anton
- 1933 : Un soir de réveillon de Karl Anton
- 1933 : Les Surprises du sleeping de Karl Anton
- 1934 : Les Géants de la route de Pierre-Jean Ducis - moyen métrage -
- 1934 : Mam'zelle Spahi de Max de Vaucorbeil
- 1934 : Quatre à Troyes de Pierre-Jean Ducis
- 1944 : Service de nuit de Jean Faurez